# أحمد بن إبراهيم الدورقي
أحمد بن إبراهيم بن كثير بن زيد بن أفلح بن منصور بن مزاحم أبو عبد الله العبدي الدورقي (168 - 246 هـ / 784 - 860م)،أخو يعقوب، ووالد المحدث الثقة عبد الله بن أحمد، والدورقي نسبة إلى بيع القلانس الدورقية، وقد كان والدهم إبراهيم بن كثير من النساك العباد، فقيل: «كان في ذلك الوقت كل من تنسك يقال له: دورقي». ولد سنة 168 هـ.

## ممن روى عنهم
سمع من أحمد بن عبد الله بن يونس اليربوعي، وأحمد بن نصر بن مالك الخزاعي، إسماعيل بن علية، وبكر بن عبد الرحمن الكوفي القاضي، وبكير بن محمد بن أسماء، ويزيد بن زُريع، وجرير بن عبد الحميد ، وحجاج بن محمد المصيصي، وحفص بن غياث النخعي القاضي ، وحماد بن أسامة، وخالد بن مخلد القطواني، وربعي بن إبراهيم بن علية، وريحان بن سعيد الناجي البصري، وزهير بن نعيم الطيالسي، وشبابة بن سوار الفزاري، وشجاع بن الوليد السكوني، وصفوان بن عيسى الزهري، وطلق بن غانم النخعي، وعبد الله بن جعفر الرقي، وعبد الله بن صالح العجلي، وعبد الله بن مسلمة القعنبي، وعبد الرحمن بن مهدي، وعبد الرحمن بن عبد الرحمن بن محمد المحاربي، وعبد السلام بن عبد الرحمن الواصبي، وعبد الصمد بن عبد الوارث التنوري، وعبد الكبير بن عبد المجيد الحنفي، وعبد الملك بن عمر العقدي، وعبيد الله بن موسى العبسي، وعمر بن حفص النخعي، والعلاء بن عبد الجبار العطار، وقتيبة بن سعد الثقفي، ومبشر بن إسماعيل الحلبي، ومحمد بن عمر الكلابي، ومحمد بن كثير المصيصي، ومحمد بن مقاتل، ومحمد بن يزيد المكي، ووکيع ، وابن فضيل ، ويزيد بن هارون ، وإسحاق الأزرق ، وبهز بن أسد ،وهُشيماً، ووهب بن بقية الواسطي، ووهب بن جرير، ويزيد بن زريع.

## ممن روى عنه
حدث عنه : مسلم ، وأبو داود ، والترمذي ، ومحمد بن ماجه ، والهيثم بن خلف الدوري ، ومحمد بن محمد بن بدر الباهلي ، وأبو القاسم البغوي ، وابن صاعد ، وبقي بن مخلد ، وأبو يعلى الموصلي ، وابن أبي الدنيا.

## وفاته
توفي في سر من رأى، يوم السبت لتسع بقين من شعبان، سنة 246 هـ ،وله ثمانون سنة.

## مؤلفاته
- مسند سعد بن أبي وقاص.